# Тренто (провинция)
Тренто (на италиански: Provincia di Trento) е автономна провинция в Италия, в автономния регион Трентино-Алто Адидже. Площта ѝ е 6.212 км², а населението - около 514 000 души (2007). Провинцията включва 175 общини, а административен център е град Тренто.

## Административно деление
Провинцията се състои от 175 общини:
- Тренто
- Авио
- Ала
- Албиано
- Алдено
- Алтавале
- Алтопиано дела Виголана
- Амблар-Дон
- Андало
- Арко
- Базелга ди Пине
- Бедоло
- Безенело
- Биено
- Бледжо Супериоре
- Бондоне
- Борго Валсугана
- Борго Киезе
- Борго Ларес
- Боченаго
- Брезимо
- Брентонико
- Брец
- Валарса
- Валдаоне
- Валелаги
- Валфлориана
- Варена
- Вермильо
- Вила Лагарина
- Виле д'Анауния
- Виньола-Фалезина
- Волано
- Гарнига Терме
- Гриньо
- Дамбел
- Даяно
- Дено
- Джово
- Джустино
- Дзиано ди Фиеме
- Димаро Фолгарида
- Дрена
- Дро
- Изера
- Имер
- Кавалезе
- Каварено
- Каведаго
- Каведине
- Кавицана
- Кадерцоне Терме
- Каньо
- Калдес
- Калдонацо
- Калиано
- Калчераника ал Лаго
- Кампитело ди Фаса
- Камподено
- Канадзей
- Канал Сан Бово
- Каприана
- Карано
- Каризоло
- Карцано
- Кастел Ивано
- Кастел Кондино
- Кастелнуово
- Кастело Тезино
- Кастело-Молина ди Фиеме
- Кастелфондо
- Клес
- Клоц
- Комано Терме
- Комедзадура
- Конта
- Кровиана
- Лавароне
- Лавис
- Левико Терме
- Ледро
- Ливо
- Лона-Лазес
- Лузерна
- Мадзин
- Мадруцо
- Малоско
- Мале
- Масимено
- Медзано
- Медзокорона
- Медзоломбардо
- Мецана
- Моена
- Молвено
- Мори
- Наго-Торболе
- Новаледо
- Ногаредо
- Номи
- Осана
- Оспедалето
- Палу дел Ферсина
- Панкия
- Пейо
- Пелицано
- Пелуго
- Перджине Валсугана
- Пиеве ди Боно-Прецо
- Пиеве Тезино
- Пинцоло
- Помароло
- Порте ди Рендена
- Предацо
- Предая
- Примиеро Сан Мартино ди Кастроца
- Раби
- Рево
- Рива дел Гарда
- Роверето
- Ровере дела Луна
- Ромало
- Ромено
- Рондзоне
- Ронки Валсугана
- Ронцо-Киенис
- Ронченьо Терме
- Румо
- Руфре-Мендола
- Сагрон Мис
- Самоне
- Сан Джовани ди Фаса
- Сан Лоренцо Дорсино
- Сан Микеле ал'Адидже
- Сандзено
- Сант'Орсола Терме
- Сарнонико
- Сегонцано
- Села Джудикарие
- Скуреле
- Сорага ди Фаса
- Совер
- Спиацо
- Спормаджоре
- Спорминоре
- Стенико
- Сторо
- Стрембо
- Сфруц
- Тезеро
- Телве
- Телве ди Сопра
- Тена
- Тено
- Тераньоло
- Тере д'Адидже
- Терцолас
- Тионе ди Тренто
- Тон
- Торченьо
- Трамбилено
- Тре Виле
- Фаедо
- Фаи дела Паганела
- Фиаве
- Фиероцо
- Фолгария
- Фондо
- Форначе
- Фрасилонго
- Чембра Лизиняго
- Чивецано
- Чимоне
- Чинте Тезино
- Чис